# Boarnsterhim
Boarnsterhim (en idioma frisón y oficialmente desde 1985, Boornsterhem en neerlandés) es un antiguo municipio localizado en la provincia de Frisia en los Países Bajos. En 2012 tenía una población de 19.497 habitantes distribuidos en una superficie de 168,59 km², de los que 14,66 km² correspondían a la superficie ocupada por el agua, con una densidad de 129 h/km².
El municipio contaba con dieciocho núcleos de población (aldeas), con capital en Grou. Desde 1989 se denominan oficialmente por sus nombres en frisón, que es el único que aparece en los indicadores de carreteras. A causa de problemas financieros se disolvió el 1 de enero de 2014 y sus núcleos de población fueron absorbidos por Leeuwarden, Heerenveen, Súdwest-Fryslân, antiguos municipios limítrofes, y De Friese Meren, de nueva creación.

## Galería

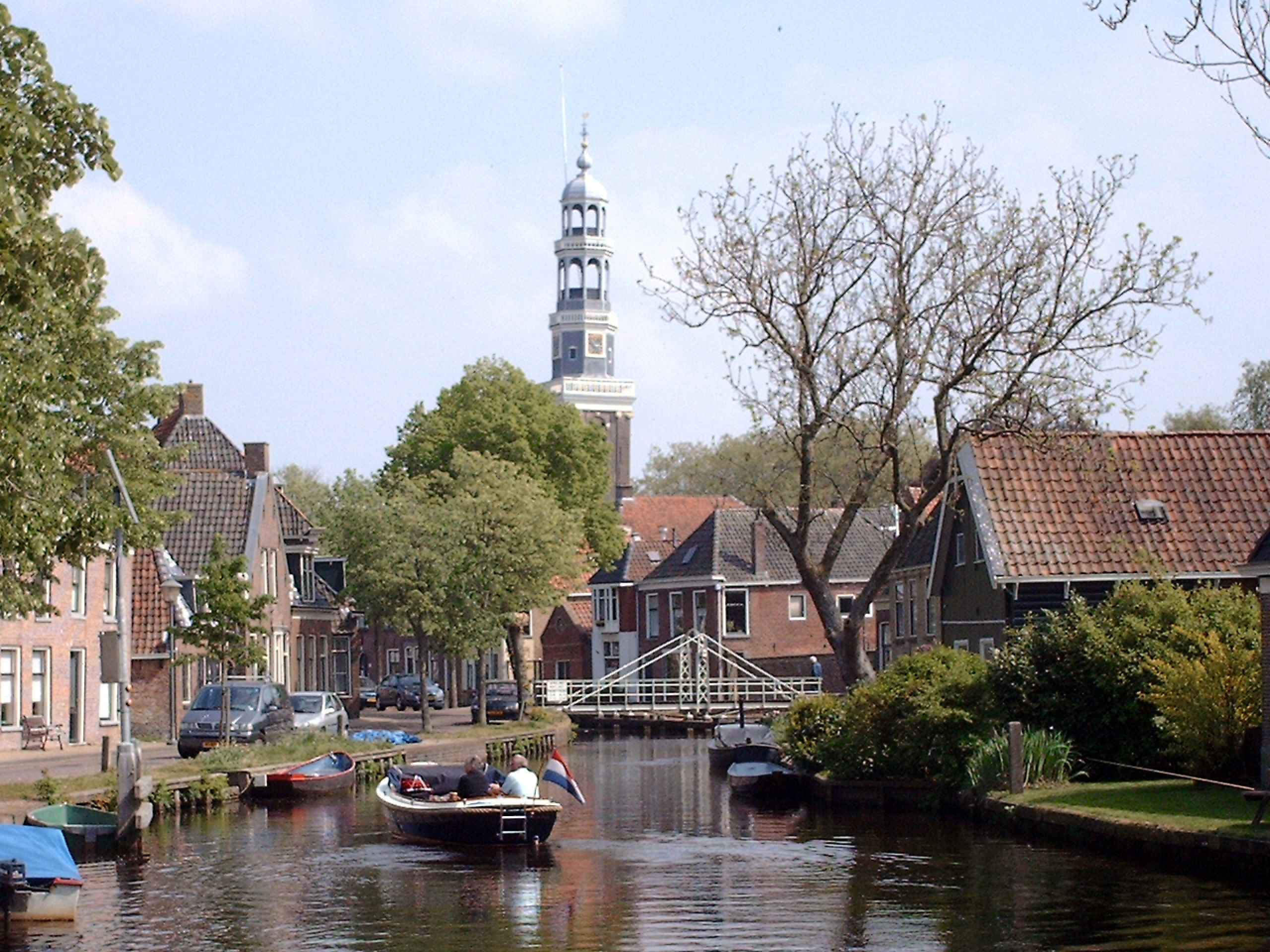
Aldeboarn
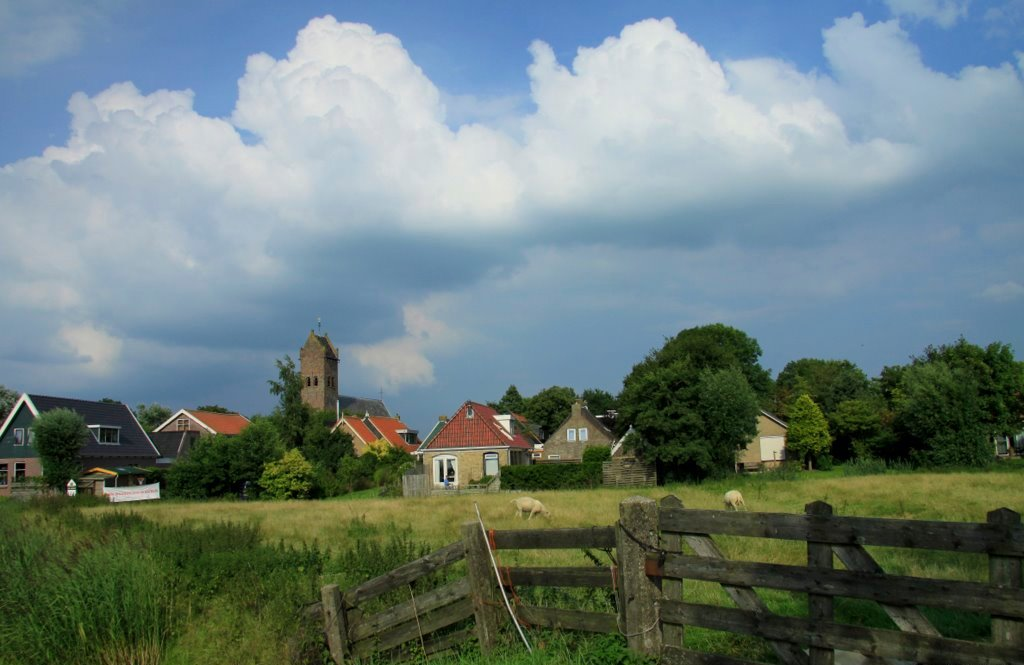
Dearsum
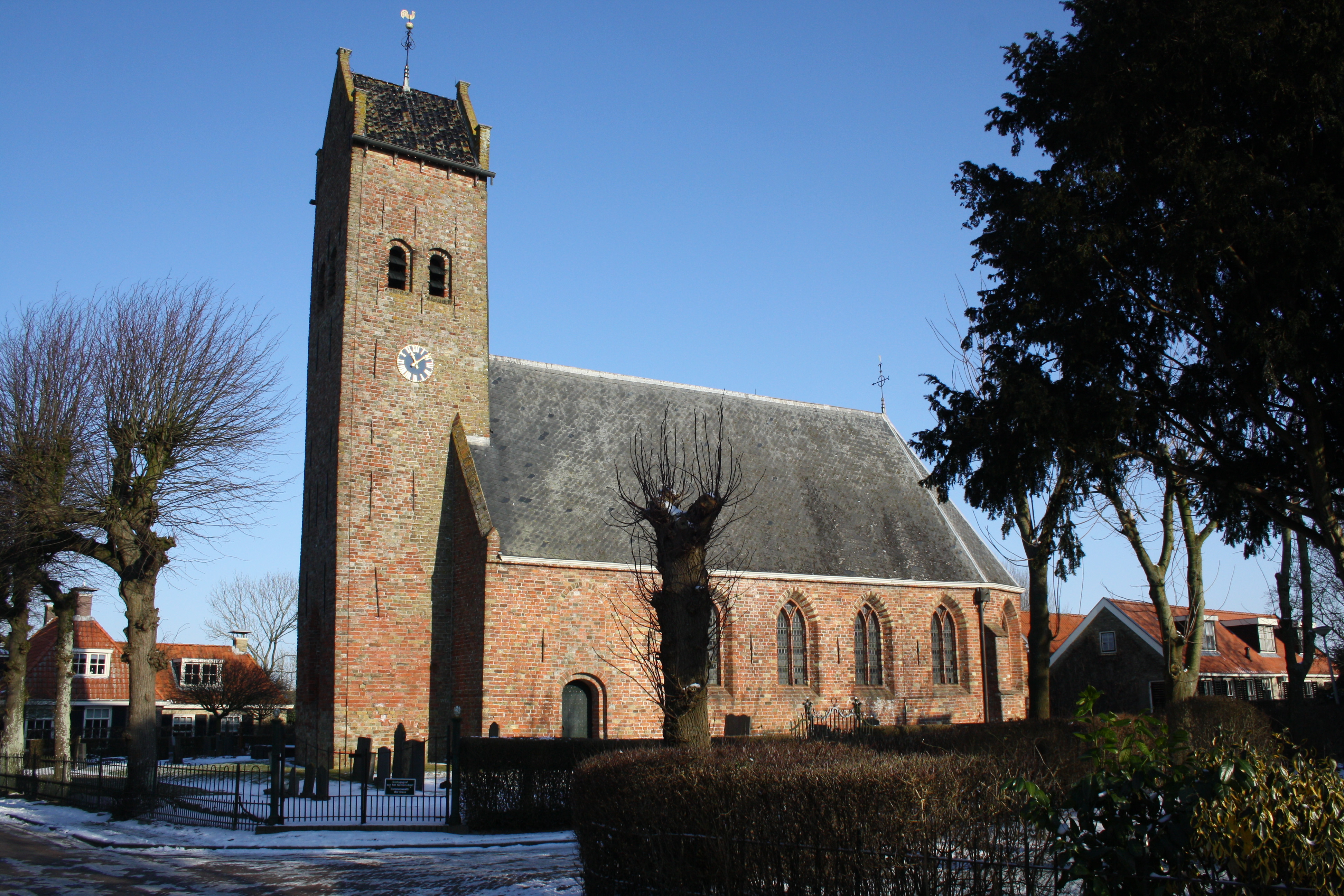
Iglesia de San Nicolás en Dearsum